# Philippa Roet
Philippa Roet, auch bekannt als Philippa de Roet, Philippa de Rouet, Philippa Pan oder Philippa Chaucer (* um 1346 in Le Rœulx, Hainaut; † vermutlich 1387 in London, Middlesex) war eine Hofdame der englischen Königsgemahlin Philippa von Hennegau.
Sie war die zweite Tochter von Sir Gilles, genannt Paon de Rouet, einem hennegauischen Edelmann, der im Gefolge der Königsgemahlin nach England gekommen war. Ihre jüngere Schwester Catherine Swynford war ab 1372 Mätresse, ab 1396 die dritte Frau Johanns von Gent. Wohl 1366 heiratete Philippa den Schriftsteller Geoffrey Chaucer. Aus der Ehe gingen mindestens zwei Söhne und zwei Töchter hervor, darunter Thomas Chaucer. Am Königshof war sie nicht nur der Königsgemahlin, sondern auch Isabella von York und nach dem Tod der Königin auch Konstanze von Kastilien, der zweiten Frau Johanns von Gent, zu Diensten.
Über ihr Leben ist nicht viel weiteres bekannt. Auf ihre Heirat mit Chaucer wird aus einem Vermerk in den Unterlagen des höfischen Schatzamts geschlossen, in der ihr Jahreseinkommen von 10 Mark zugesprochen wird, also rund 7 Pfund Sterling. 1387 wurde diese Zahlung zum letzten Mal verbucht, und man geht daher davon aus, dass sie um diese Zeit verstarb.